# Эдвардс, Генриетта
Генриетта Мьюир Эдвардс (англ. Henrietta Muir Edwards, 18 декабря 1849, Монреаль, Канада — 10 ноября 1931, Форт Маклауд, Канада) — борец за права канадских женщин и реформатор. Она была старшей в «Знаменитой пятёрке» вместе с Эмили Мерфи, Нелли МакКланг, Луизой МакКинни и Ирэн Парбли, которые боролись за признание женщин «личностями» в соответствии с законом и за право женщин голосовать на выборах.
Эдвардс стала активисткой многих религиозных организаций, разочаровавшись в старых традициях, где исключение женщин было приемлемым.

## Биография
Генриетта Луиза Мьюир родилась в Монреале. Выросла в семье среднего класса, ценившей культуру и религию. Будучи молодой женщиной, Эдвардс и её сестра Амелия в 1875 году основали в Монреале Ассоциацию работающих девочек, которая обеспечивала питание, читальные залы и учебные классы. Это стало бы одним из первых YWCA (Ассоциация молодых христианских женщин) в Канаде. Они также издали периодическое издание «Работающие женщины Канады», которое помогло привлечь внимание общественности к условиям труда. Этот проект был реализован за их собственный счёт и финансировался из их доходов.
В 1876 году Генриетта Эдвардс вышла замуж за доктора Оливера С. Эдвардса; у них было трое детей. В 1883 году пара переехала в Индиан-Хед, Северо-Западные территории (ныне Саскачеван). Доктор Эдвардс был там правительственным врачом в заповеднике коренных народов. Генриетта продолжала отстаивать права женщин и феминистские организации в прериях.
В 1890 году муж Эдвардс заболел, и они вернулись в Оттаву (столицу Канады), где она взялась за дела женщин-заключённых и в 1893 году работала с леди Абердин, женой генерал-губернатора, над созданием Национального совета женщин Канады (NCWC). Генриетта 35 лет проработала у них председателем отдела законов, регулирующих положение женщин и детей, и благодаря своему опыту в этой области права была назначена председателем провинциального совета Альберты. Вместе с леди Абердин она также помогла основать «Викторианский орден медсестёр» (VON) в 1897 году.
В 1904 году семья Эдвардс переехала в Форт Маклауд, Северо-Западные территории (ныне Альберта), где её муж был назначен медицинским работником племени Кайна.
В последний период Первой мировой войны, когда запасы и моральный дух были на низком уровне, правительство Канады выбрало людей для оказания консультативной помощи по вопросу о том, как применять более строгие меры по сохранению. Госпожа Эдвардс входила в состав избранного комитета, и это был первый случай в истории Канады, когда женщина была вызвана для рассмотрения государственной политики с правительством.
Эдвардс написала две книги о женщинах и юридических проблемах, которые она пыталась решить, «Правовой статус канадских женщин» (1908 г.) и «Правовой статус женщин в Альберте» (1921 г.). Она работала с Луизой МакКинни, Ирэн Парлби и Эмили Мерфи, чтобы «лоббировать правительство Альберты для признания приданого и супружеских прав собственности». Эта дружба и сотрудничество будут снова объединены в борьбе за личное дело в конце 1920-х годов, который установил, что канадские женщины имеют право быть назначенными сенаторами и в более общем плане, что канадские женщины имеют те же права, что и канадские мужчины, в отношении политической власти. Как художнице, правительство Канады поручило ей нарисовать набор посуды для канадской выставки на Всемирной Колумбийской выставке 1893 года.
Генриетта была похоронена на муниципальном кладбище Маунт-Плезант в Эдмонтоне. Памятник, воздвигнутый в её память, гласит: «Пусть её собственные произведения хвалят её. Её восторг был в законе Господнем». На памятной дате её смерти указано 9 ноября 1931 года. Дата её смерти указана в Канадской энциклопедии как 10 ноября 1931 года.

## Наследие
В 1962 году Эдвардс была признана человеком национального исторического значения правительства Канады. «Дело в России» признано историческим событием в 1997 году. Кроме того, в октябре 2009 года Сенат проголосовал за название Эдвардс и остальной четвёрки первыми «почётными сенаторами Канады».